# Valentín Llanos Gutiérrez
Pour les articles homonymes, voir Gutiérrez.
Valentín Llanos Gutiérrez (Valladolid, 1795 - 1885) est un écrivain espagnol. Il est l'auteur de Sandoval: Or, the Freemason: a Spanish Tale et de Don Esteban, or, Memoirs of a Spaniard, deux livres écrits en anglais.
Il se marie à Fanny Keats, la sœur de John Keats.